# Jeanne Robert
Ne pas confondre avec Jeanne Robert (1914-2017), est une membre de la Résistance française.
Pour les articles homonymes, voir Robert.
Jeanne Robert, née le 31 décembre 1910 à Houplines et morte le 30 janvier 2002 à Montrouge est une historienne et épigraphiste française spécialiste de l’Antiquité grecque.

## Biographie
Née Jeanne Vanseveren le 31 décembre 1910, elle était la femme de Louis Robert, qu’elle épousa en 1938. Spécialiste du grec ancien et moderne elle collabora aux fouilles de Claros et à la publication régulière du Bulletin épigraphique. Elle assista par ailleurs fortement, en particulier par sa connaissance du turc, les recherches de son époux. Après la mort de Louis Robert elle organisa la donation de ses archives à l’Académie des inscriptions et belles-lettres.
Elle est morte le 30 janvier 2002.